# 畔田明

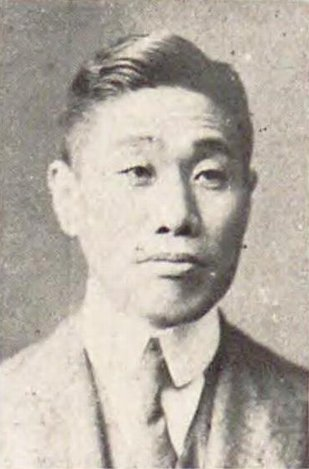
畔田明

畔田 明（くろだ あきら、1885年（明治18年）5月6日 - 1936年（昭和11年）12月19日）は、日本の衆議院議員（中正倶楽部）。

## 経歴
長野県東筑摩郡松本町（現在の松本市）出身。東京帝国大学法科大学政治科選科修了。1913年（大正2年）に中華民国を漫遊した。衆議院議員尾崎行雄の秘書となり、第2次大隈内閣で尾崎が司法大臣に就任すると司法大臣秘書官となり、大礼使典儀官を務めた。1922年（大正11年）から翌年まで欧米諸国を訪問し、政治・経済情勢を視察した。
1924年（大正13年）、第15回衆議院議員総選挙に出馬し、当選。第19回衆議院議員総選挙で再選を果たした。